# ادوارد ماکسن
ادوارد ماکسن (انگلیسی: Edward Moxon; ۱۲ دسامبر ۱۸۰۱ – ۳ ژوئن ۱۸۵۸) شاعر و ناشر بریتانیایی بود که نقش مهمی در ادبیات انگلیسی در عصر ویکتوریا داشت.
او در ویکفیلد در یورک‌شر متولد شد و در ۱۸۱۷ به لندن نقل مکان کرد. در ۱۸۲۶ به تشویق دوستش چارلز لمب کتاب شعری را منتشر کرد که مورد استقبال منتقدین قرار گرفت. در ۱۸۳۰ شرکت چاپ و نشر خودش را با وام ۵۰۰ پوندی از ساموئل راجرز در خیابان باند تأسیس کرد و در دهه‌های بعدی نشر بسیاری از آثار مهم ادبیات انگلیسی (از جمله آثار ویلیام وردزورث، پرسی شلی، مری شلی، چارلز لمب، رابرت براونینگ، الگرنون چارلز سوینبرن، و آلفرد تنیسون) را بر عهده داشت.
او در ۱۸۳۹ به اتهام کفرگویی محاکمه شد. دلیل آن نشر جملاتی در آثار شلی و منشورگرایی هنری هترینگتون بود. هیئت منصفه او را گناهکار شناخت، ولی دادستان تقاضای مجازاتی برای او نکرد. او در ۱۸۵۸ درگذشت.
وارد، لاک و تایلر انتشارات او را در ۱۸۷۱ صاحب شد.